# José Gervasio Artigas

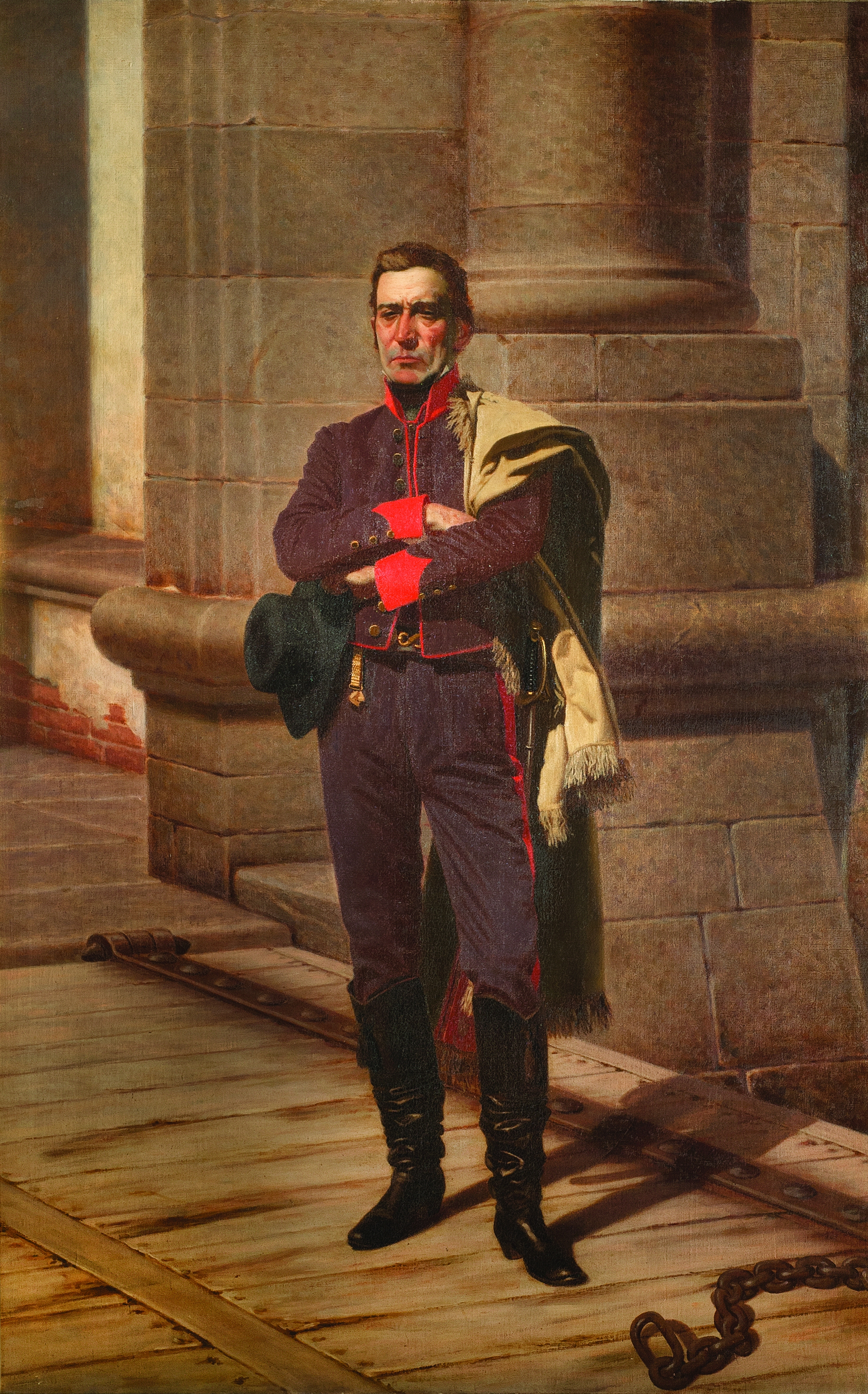
José Gervasio Artigas

José Gervasio Artigas (Montevideo, 19 juni 1764 — Ibiray, Paraguay, 23 september 1850), was een Uruguayaans generaal en vrijheidsstrijder; stichter en bevrijder van Uruguay.
Zijn belangrijkste militaire succes was de overwinning op de Spaanse troepen in de slag bij Las Piedras op 18 mei 1811.
In 1815 stichtte José Artigas in het zuiden van het tegenwoordige Uruguay de eerste onafhankelijke federatie van zes provincies. Na nog eens vier jaar oorlog tegen de uit Brazilië oprukkende Portugese troepen vluchtte Artigas naar Paraguay, waar hij tot het einde van zijn dagen in ballingschap leefde. 
José Gervasio Artigas wordt tegenwoordig in Uruguay als nationale held vereerd. In Montevideo op de Plaza de la Independencia bevindt zich zijn mausoleum, zijn verjaardag is een nationale feestdag. Verder zijn een stad en een departement naar hem vernoemd.
Uruguay kent sinds 1980 de "Orde van de strijdmakkers van Artigas".